# Stefan Woody
Stefan Woody är en svensk musiker och kompositör som skrivit bland annat melodifestivalbidragen Innan alla ljusen brunnit ut med Anna Maria Espinosa 2010 och  Drop Dead med Missmatch 2007. Som musiker är han en flitigt musicerande trummis bakom ett stort antal artister men också som medlem i underhållningsbandet Cotton Club. Han har gjort musiken till filmen Hollywood Fat Life 2010 och den prisbelönade kortfilmen Holiday. 2013 gjorde Woody musik till filmen Bortkopplad av regissören Anna Duell.